# Thénezay

Thénezay este o comună în departamentul Deux-Sèvres, Franța. În 2009 avea o populație de 1,460 de locuitori.